# Flowood
Flowood es una ciudad del condado de Rankin en el estado de Misisipi (Estados Unidos). En el año 2000 tenía una población de 4.750 habitantes en una superficie de 42.9 km², con una densidad poblacional de 112.6 personas por km².

## Geografía
Flowood se encuentra ubicada en las coordenadas 32°19′0″N 90°6′53″O / 32.31667, -90.11472. Según la Oficina del Censo, la ciudad tiene un área total de 42,9 km² (16,6 mi²), de la cual 42,2 km² (16,3 mi²) es tierra y 0,7 km² (0,3 mi²) es agua.

### Localidades adyacentes
El siguiente diagrama muestra a las localidades en un radio de 12 kilómetros (7,5 mi) de Flowood.

## Demografía
Según el censo de 2000, había 4.750 personas, 2.130 hogares y 1.145 familias residiendo en la localidad. La densidad de población era de 112,7 hab./km². Había 2.371 viviendas con una densidad media de 56,2 viviendas/km². El 79,92% de los habitantes eran blancos, el 16,63% afroamericanos, el 0,17% amerindios, el 1,89% asiáticos, el 0,06% isleños del Pacífico, el 0,61% de otras razas y el 0,72% pertenecía a dos o más razas. El 1,77% de la población eran hispanos o latinos de cualquier raza.
Según el censo, de los 2.130 hogares en el 29,0% había menores de 18 años, el 39,8% pertenecía a parejas casadas, el 10,5% tenía a una mujer como cabeza de familia, y el 46,2% no eran familias. El 35,0% de los hogares estaba compuesto por un único individuo, y el 3,1% pertenecía a alguien mayor de 65 años viviendo solo. El tamaño promedio de los hogares era de 2,23 personas y el de las familias de 2,99.
La población estaba distribuida en un 23,5% de habitantes menores de 18 años, un 16,1% entre 18 y 24 años, un 41,0% de 25 a 44, un 15,1% de 45 a 64, y un 4,4% de 65 años o mayores. La media de edad era 29 años. Por cada 100 mujeres había 90,6 hombres. Por cada 100 mujeres de 18 años o más, había 92,0 hombres.
Los ingresos medios por hogar en la localidad eran de 40.333 dólares ($), y los ingresos medios por familia eran 49.767 $. Los hombres tenían unos ingresos medios de 37.500 $ frente a los 29.773 $ para las mujeres. La renta per cápita para la ciudad era de 21.875 $. El 13,9% de la población y el 10,3% de las familias estaban por debajo del umbral de pobreza. El 16,6% de los menores de 18 años y el 9,2% de los habitantes de 65 años o más vivían por debajo del umbral de pobreza.